# Kamp Heitraksgoor
NAD-kamp Heitraksgoor was de benaming in de Tweede Wereldoorlog van het kamp van de Nederlandsche Arbeidsdienst dat gehuisvest was op het Sloot in Liessel, aan de Kennelweg nabij de hoek met de Neerkantseweg. 
De officiële naam kamp Heitraksgoor was onder de bevolking van Liessel niet zo bekend. Men noemde het meestal 't arbeidskamp, of kamp Liessel. 
Het kamp bestond uit een aantal lange houten barakken op betonnen funderingen. Enkele honderden jongens werden daar gelegerd, meestal knapen uit het westen van het land. Zodra er weer een nieuwe lichting gearriveerd was, zochten die jongens in de omgeving een gastadres, waar ze in hun vrije tijd mochten aankloppen om hun magen wat bij te vullen. 
De in doorsnee pro-Duitse leiding van het kamp werd niet vertrouwd en derhalve door de bevolking gemeden. De jongens evenwel vonden een gastvrij avondadres. Enkele keren per jaar kregen de jongens bezoek. Het bezoek kwam met de trein tot Deurne en liep daarna 6 km. naar Liessel. Familieleden logeerden vaak bij bepaalde families in het dorp. 
Op zondag 6 september 1942 werd door de Arbeidsdienst van Deurne een zomerfeest gehouden. Het feest werd op zaterdag 5 september bekend gemaakt aan alle inwoners van de gemeente door herauten te paard. In Liessel werd op zondag op het marktplein in Liessel een zangdemonstratie gegeven, gevolgd door een korte mars. 
Op Dolle Dinsdag, 5 september 1944, brak er in alle kampen van de NAD paniek uit, ook in Liessel. Men had aanzegging gekregen naar Duitsland te gaan, nu de geallieerden naderden. Vanuit Engeland ontving de Liesselse en Neerkantse ondergrondse (O.D.) opdracht dit te voorkomen. Het werd voor de verzetsstrijders de eerste geplande en grote actie. De overval op het kamp slaagde volkomen. In een oogwenk waren de wachten onschadelijk gemaakt en stond het kader met de handen omhoog. De Arbeidsdienstmannen werd verzocht zo mogelijk naar huis te gaan of in Liessel onderdak te zoeken. 
De leiding werd gearresteerd en overgebracht naar de boerderij van Nelis Janssen, waar onderduikers voldoende waren om de wacht te houden. Toen de geallieerde bevrijders langer op zich lieten wachten dan de onder hoogspanning opererende O.D. verwacht had en de verblijfplaats van de gevangenen een publiek geheim dreigde te worden, werd de situatie te riskant. Daarom werd nadien besloten het arbeidskampkader naar Lierop te transporteren. 
Het kamp van de NAD werd evenals NAD-kamp Vreekwijk bezet door leden van de Liesselse O.D. Door Duitse militairen werd een onderzoek ingesteld naar de situatie, doch tevergeefs, omdat de O.D. tijdig gewaarschuwd was. Helaas kwam Harry Moll te vroeg terug naar het kamp, waarbij hij door twee Duitse militairen werd aangehouden. Bij een vluchtpoging werd hij aangeschoten. Toen hij gewond op de grond lag, werd hij door een van de Duitsers met kogels doorzeefd. Harry Moll wordt gerekend tot de Liesselse oorlogsslachtoffers.
Een aantal barakken brandde aan het einde van of kort na de oorlog af. Veel barakken werden afgebroken en, waarschijnlijk voor militaire doeleinden, naar elders vervoerd. Veel achtergebleven stenen werden door bewoners uit de omgeving meegenomen om daarmee hun vernielde huizen en boerderijen op te knappen. Nadat vanuit Den Haag gedreigd was dat tegen hen proces-verbaal zou worden opgemaakt, verklaarde Kees van den Broek, technisch ambtenaar van de gemeente Deurne, dat er in zijn opdracht 10.000 stenen waren weggehaald.
Almere · Beugelen · Kamp De Bruine Enk · Dobbendal · Eerde · Heitraksgoor · Hilvarenbeek · Hooghalen · Havelte · Kloosterhaar · Nuis · Overbroek · De Pieterberg · De Rips · Ronde Huis · Schoonloo · De Vecht · Vledder · Vosseveld · Waterloo (Lisiduna) · Wierden I · Wyldemerk